# Böðólfur Grímsson
Böðólfur Grímsson (n. 876) fue un bóndi y colono de Suður-Þingeyjarsýsla, Islandia. Era hijo de Grímur Grímólfsson, un vikingo del reino de Agder.
Böðólfur se estableció en Tjörnes con su primera esposa Þórunn Þórólfsdóttir y su hijo Skeggi Böðólfsson tras naufragar la nave donde viajaban. Según Landnámabók, pasaron su primer invierno en Auðólfsstöðum. Luego Böðólfur se retiró y otro colono que viajaba con ellos llamado Máni que se aventuró hasta Skjálfandafljót, ocupó el territorio entre el río Tunguár y Óss; su hijo Skeggi se desplazó y fundó su hacienda en Kelduhverfi.

## Herencia
La segunda esposa de Böðólfur fue Þorbjörg (n. 880), hija de Helgi Eyvindarson.
Una hija llamada Þorgerður, se casó con Ásmundur Öndóttsson.